# Tomasevangeliet

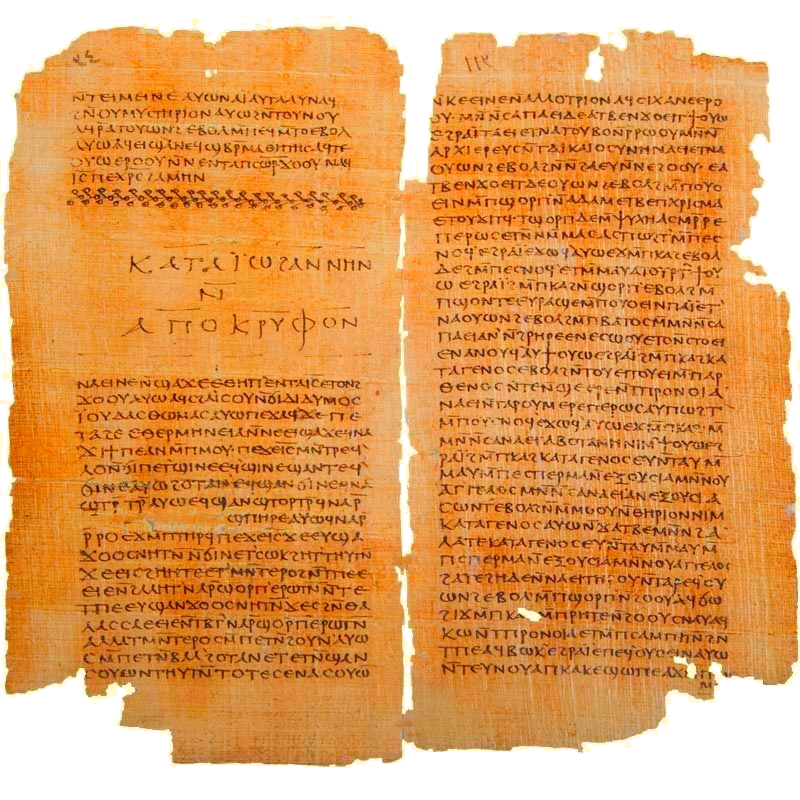
Inledningen på Tomasevangeliet i kodex II från Nag Hammadi. Koptiska, sannolikt första halvan av 300-talet.

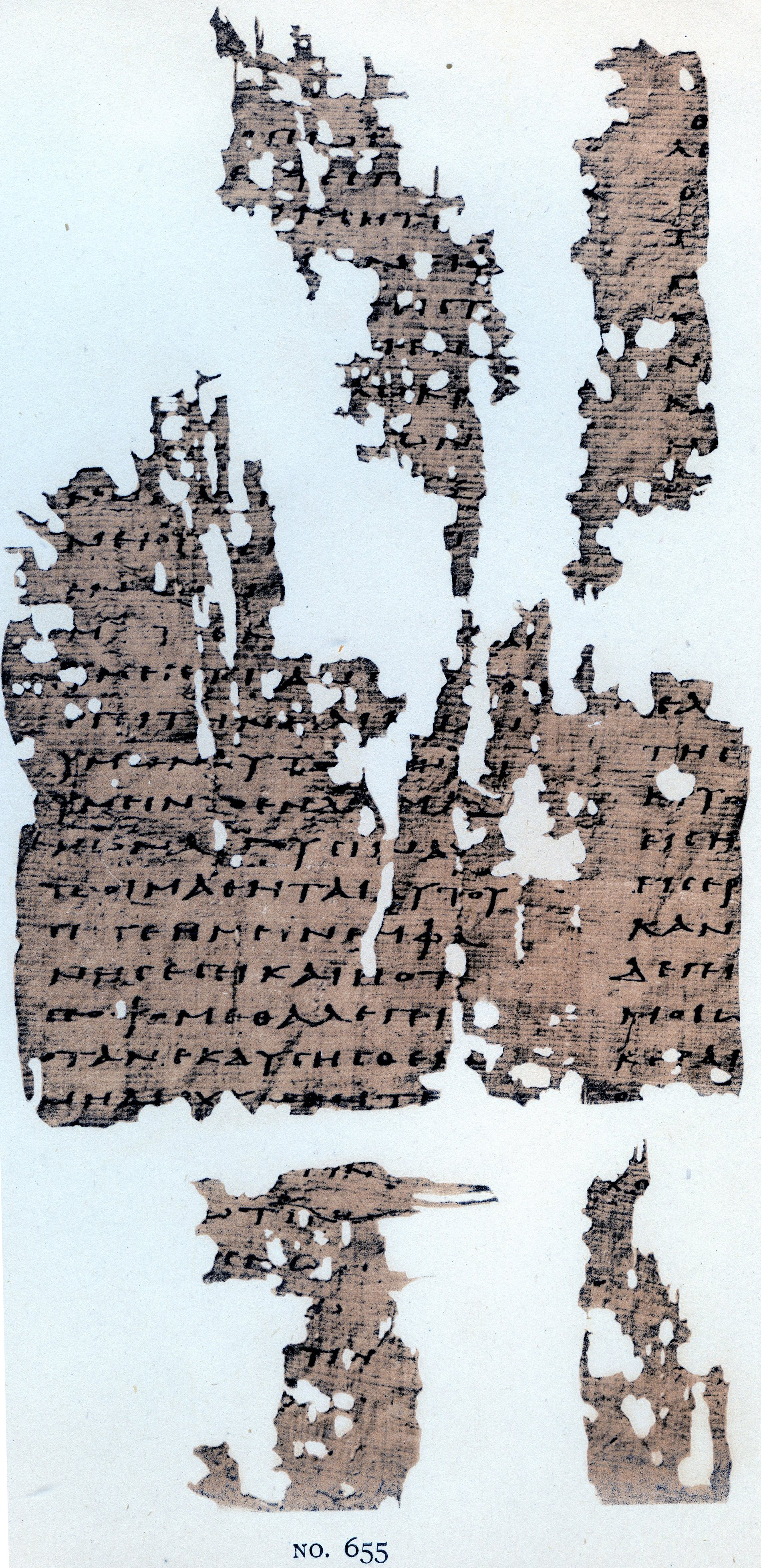
Papyrus Oxyrhynchos 655. Grekisk text innehållande Tomas logia 24 och 36–39. Datering: 200–250 e.Kr.

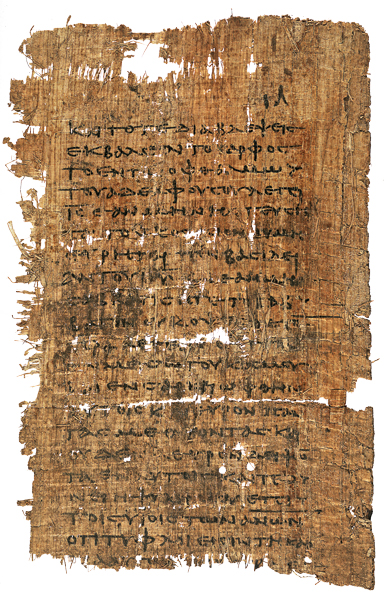
Papyrus Oxyrhynchos 1. Grekisk text innehållande Tomas logia 26–28 på framsidan, logia 29–33 plus logion 77 på baksidan. Datering ca 200 e.Kr.

Tomasevangeliet är en av apokryferna som historiskt sett hör till Nya Testamentets tidsålder.
Skriften härstammar antingen från nollhundratalet eller 100-talet, och den kan ha en äldre kärna från nollhundratalet som senare utökats med mer material. Evangeliet påträffades i Nag Hammadi 1945 i en koptisk handskrift daterad till första halvan av 300-talet. Men originalet är äldre och sannolikt skrivet på grekiska. Tre papyrusfragment på grekiska hade tidigare påträffats i den antika egyptiska staden Oxyrhynchos; fragment daterade till perioden cirka 200 till 250. Dessa så kallade Oxyrhynchospapyrer kunde man nu konstatera kom från Tomasevangeliet.
Äldre uppgifter om att aposteln Tomas ska ha skrivit Tomasevangeliet anses idag inte tillförlitliga.

## Innehåll
Till skillnad från de fyra evangelierna i den kristna bibeln saknar Tomasevangeliet berättelser om Jesu liv. I stället består evangeliet av enbart uppräknade Jesusord. Ramberättelsen är minimal.
Samlingen uppgår till 114 Jesusord, så kallade logia (grekiska: λόγια, pluralis av "logion", λόγιον = yttrande), varav flera har paralleller i evangelierna. En teori är att de sammanställdes av en asketisk kristen grupp, som, om evangeliet är sent, kan ha varit de från andra källor kända enkratiterna. Skriften ingick i ett gnostiskt bibliotek och har av bland annat det skälet redan från början antagits vara gnostiskt. Teorierna om dess uppkomst innefattar i synnerhet tiden när det ska ha skrivits och här finns två klart skilda positioner som delar forskarvärlden. Enligt den ena är Tomasevangeliet äldre än flera, måhända alla, bibliska evangelier och kan därmed vara det äldsta kända evangeliet. Enligt den andra grundar sig evangeliet på de synoptiska evangelierna, det vill säga Matteusevangeliet, Markusevangeliet och Lukasevangeliet, och får om så är fallet en betydligt mindre framträdande roll för förståelsen för evangeliernas tillkomst och kristendomens uppkomst.
Kyrkohistoriker som Per Beskow och Michael Allen Williams påpekar att Tomasevangeliets världsbild skiljer sig från de gnostiska riktningarna genom att inte hävda existensen av en lägre skapargud, Demiurgen, och genom att inte vara explicit dualistisk. Men Tomasevangeliets uppmaning till meditation och inåtskådande måste ha tilltalat gnostiker, och kan förklara varför man valt att kopiera in Tomasevangeliet mellan Johannesapokryfen och Filipposevangeliet i den andra av codexarna från Nag Hammadi.
I Tomasevangeliet framträder Jesus som vishetslärare, ej som Messias. Texterna kom möjligen därför att avvisas av den framväxande kyrkan. Huvudtanken i "evangeliet" är att Guds rike finns mitt ibland oss och i oss själva - tanken om självkännedom blir därför av central betydelse - och den som söker han skall finna.
Tomasevangeliet koncentrerar sig således inte så mycket på Jesus själv som på Riket, även benämnt Faderns rike. På ett fåtal ställen i texten nämns himmelriket. Benämningen "Guds rike" finns inte alls i texten. Tomasevangeliet nämner inte med ett ord hur Jesus ser ut, var han är född, vart han beger sig, och så vidare, utan presenteras som en gudsmanifestation och uppenbarare som helt saknar personliga drag. Jesus är rikets förmedlare; människans mål är att söka och finna riket, vilket finns inom oss. När människan väl funnit det, förlorar allt annat i världen sitt värde. Riket finns inom oss och utom oss och har ingen jordisk konkretion. Betoningen på här och nu är markant och framtiden på jorden eller efter kroppens död tas nästan inte upp alls. Bäst kan det beskrivas som ett nytt perspektiv på tillvaron och en ny livshållning.

## Datering
Att datera Tomasevangeliet är svårt och dateringarna är omtvistade. Det finns en uppenbar likhet mellan Tomasevangeliets upplägg med uppradade Jesusord utan ramberättelse och det rekonstruerade Q (tyska Quelle = källa), som enligt tvåkällshypotesen var en av de två källor som författarna av Lukasevangeliet och Matteusevangeliet använde. Tomasevangeliet kan visserligen inte vara detsamma som Q (därtill är olikheterna alltför uppenbara), men just likheterna i struktur mellan dessa båda skrifter, vilka nästan uteslutande består av enbart Jesusord, har bland annat lett vissa till antagandet att inte bara Q utan också Tomasevangeliet är gammalt. Därutöver tillkommer argument om att de bibliska evangelierna synes bygga på Tomasevangeliet.
De som antar att så är fallet daterar evangeliet mycket tidigt, ofta till andra halvan av nollhundratalet. Andra argumenterar för att evangeliet utgör en parallell linje oberoende av övriga evangelier och förlägger då evangeliet till ca år 100, medan ytterligare andra antar att Tomasevangeliet är beroende av de bibliska evangelierna, vilket får till följd att de föreslår en tillkomst vid mitten av 100-talet. Så mycket yngre kan evangeliet inte gärna vara eftersom de äldsta textfynden sätter en bortre gräns. Frånsett den koptiska översättningen som påträffades i Nag Hammadi och som är från senast mitten av 300-talet, finns också tre fragment av evangeliet bevarat på originalspråket grekiska stammande från tre olika handskrifter. Sammantaget täcker dessa tre fragment ca 20 procent av hela Tomasevangeliet. Dessa tre är alla skrivna under tvåhundratalets första hälft med det äldsta daterat till ca år 200. Det gör att Tomasevangeliet är bevittnat i lika gamla handskrifter som de som påträffats av Lukasevangeliet och Matteusevangeliet, äldre än Markusevangeliet men yngre än Johannesevangeliet. Eftersom textfragmenten påträffats i Egypten medan originalet antas ha skrivits i Syrien och eftersom fragmenten kommer från olika handskrifter och företräder skilda läsarter, måste originalet var skrivet tidigare än år 200.